# سولتام كيه 6
سولتام كيه 6 هو هاون عيار 120 ملم طورته شركة سولتام سيستمز الإسرائيلية. وهو النسخة طويلة المدى من سولتام كيه 5، وقد حل محل الأنظمة القديمة، مثل هاون إم 30 عيار 107 ملم، في عدة جيوش، بما في ذلك جيش الولايات المتحدة، وهو أخف بكثير من سابقه، وله مدى أطول، ويمكنه إطلاق أربع طلقات في الدقيقة، بينما لا يمكن لإم 30 إطلاق سوى ثلاث طلقات.

## نظرة عامة على التصميم
يُطلق كيه 6 ذخيرة مثبتة بزعانف من ماسورة ملساء. على عكس نظيراتها ذات الذخيرة الأصغر، فإن قذائف الهاون عيار 81 مم و 60 في الهاون عيار 120 ملم، تكون شفرات زعانف الذخيرة المطلقة من إم 120 غير مائلة. فلا يُنقل أي دوران إلى المقذوف أثناء طيرانه. على الرغم من أن قذائف الهاون الثقيلة تتطلب شاحنات أو ناقلات هاون مجنزرة لنقلها، إلا أنها لا تزال أخف وزنًا بكثير من قطع المدفعية الميدانية. تتفوق في مداها على قذائف الهاون الخفيفة والمتوسطة، وقوتها التفجيرية أكبر بكثير. تتوفر نسخة محسنة منها باسم كيه 6 أيه 3 .
يبلغ وزن القذائف شديدة الانفجار التي تطلقها إم 120 حوالي 14 كلجم ويمكن أن يكون لها دائرة قاتلة تبلغ 68 مترًا.

## التاريخ والنشر
دخل نظام كيه 6 الخدمة في جيش الولايات المتحدة عام 1991 تحت اسم نظام الهاون M120 . وتتمثل مهمته في توفير دعم نيراني غير مباشر عضوي عالي الزاوية لقائد الوحدة باستخدام أسلحة ثقيلة. يُستخدم نظام إم 120 في كل من الوحدات الميكانيكية والمشاة الخفيفة في مواقف معينة. ومن ميزات نظام M120 أيضًا وجود ملحق إم 303 من العيار الفرعي، والذي يسمح للهاون بإطلاق ذخيرة عيار 81 ملم.
يُنقل مدفع إم 120 على مقطورة إم 1100 بواسطة عربة همفي إم 998. أما النسخة المركبة على حاملات الهاون إم 1064 و إم 1129 ، فتُعرف باسم إم 121.
في عام 2007، طلب الجيش الأمريكي 588 نظامًا لتخزين الهاون من طراز إم 326 إم إس إس من شركة بي أيه إي سيستمز، هنا، يُركّب الهاون المجمع على شاحنة أو عربة همفي أو مقطورة إم 1101، ويمكن تركيبه وفكّه في أقل من 20 ثانية.
في نوفمبر 2016، أعلنت شركة إلبيط أنها حصلت على عقد تسليم غير محدد / كمية غير محددة لإنتاج إم 121.

## أجزاء النظام
يتكون نظام الهاون إم120 من المكونات الرئيسية التالية:
- مجموعة مدفع إم 298 – 50 كـغ (110 رطل)
- مجموعة ثنائية القوائم إم 190 – 32 كـغ (71 رطل)
- لوحة القاعدة إم 9 – 62 كـغ (137 رطل)
- مقطورة إم 1100 – 181 كـغ (399 رطل)
- وحدة رؤية إم 67 – 1.1 كـغ (2.4 رطل)

## المشغلون
- أرمينيا: 12؛ إصدار إم 120[5]:183
- بوليفيا: إصدار إم 120[5]:404
- الدنمارك: 20[5]:99
- جورجيا: 18[5]:189
- العراق: 450؛إصدار إم 120[5]:353
- إسرائيل
- كازاخستان إصدار إم 120[5]:191
- لاتفيا: إصدار إم 120[5]:122
- ميانمار:80[5]:296
- بولندا: 142; إصدار إم 120[5]:134
- أوكرانيا: 30؛ إصدار إم 120 قدمته الولايات المتحدة بعد الغزو الروسي لأوكرانيا في 2022.[6]
- الولايات المتحدة: 1,076 من إصداري إم 120 وإم 106أيه3 ابتداء من يناير 2025[5]:48